# 短QT综合征
短QT综合征（short QT syndrome，SQT）是一种非常罕见的心脏电系统遗传疾病，与心律失常和心源性猝死的风险增加有关。该综合征得名于心电图上的一个特征——QT间期缩短。由编码离子通道的基因突变引起，缩短心脏动作电位，并且以常染色体显性遗传模式遗传。应使用12导联心电图诊断。可以使用植入式心脏复律除颤器或包括奎尼丁在内的药物治疗短QT综合征。短QT综合征于2000年首次被描述，与该病症相关的第一个基因突变于2004年被发现。

## 症状和体征
受短QT综合征影响的人患心律失常的风险增加。异常的心律通常发生在年轻时。因此，新生儿出现心房颤动应引起对短QT综合征的怀疑。

## 病因
短QT综合征是由负责在心脏细胞内产生某些离子通道的基因突变引起的遗传疾病。它似乎以常染色体显性遗传模式遗传。一些遗传变异导致钾流出细胞增加，而另一些则减少钙流入细胞。所有这些变体的共同作用是缩短心脏动作电位，在体表 ECG 上反映为 QT 间期的缩短。 下表列出了变异与短 QT 综合征相关的基因列表。

## 诊断
短 QT 综合征的诊断主要使用心电图，但也可能考虑临床病史、家族史和可能的基因检测。虽然已经提出了包含所有这些因素的诊断评分系统（Gollob 评分），但不确定该评分是否对诊断或风险分层有用，并且 Gollob 评分尚未被国际共识指南普遍接受。

## 治疗
短 QT 综合征的治疗旨在预防心律失常和降低心源性猝死的风险。 由于这种情况非常罕见，因此很难通过实验测试潜在的治疗方法，因此治疗有效性的证据主要来自共识意见。除了治疗被确定患有该疾病的人外，还可能建议对家庭成员进行筛查。

### 植入式心脏复律除颤器
对于那些已经经历过危及生命的异常心律（如心室颤动）的短 QT 综合征患者，可能建议使用植入式心脏复律除颤器 (ICD) 以减少猝死的机率。该装置植入皮下，可以持续监测心律。 如果该设备检测到危险的心律紊乱，它可以发出小幅电击以恢复心律。 在尚未经历危及生命的心律失常的短 QT 综合征患者中植入 ICD 更具争议性，但可以考虑。

### 用药
已经尝试了旨在纠正心电图异常的药物——缩短QT间期。奎尼丁是一种Ia类抗心律失常药物，已被证明可以部分纠正QT间期，并使心脏对人为诱发的异常心律更有弹性，目前尚不确定这是否会降低猝死的风险。另一种抗心律失常药索他洛尔可能会延长某些短QT综合征亚型的QT。其他药物包括 β 受体阻滞剂、氟卡尼和胺碘酮已被尝试，但目前几乎没有证据支持它们的使用。
药物也可用于治疗与短QT相关的不太危险的异常心律——心房颤动。普罗帕酮是一种1c类抗心律失常药，可能有助于QT短的患者预防心房颤动。发生心房颤动的人可能还需要药物来减少血液凝固，以降低中风的风险。

## 流行病学
短QT综合征是一种非常罕见的疾病，截至2018 年，医学文献中描述的病例不到300例。作为一种遗传综合征，受影响的人天生就有这种情况。 症状可能出现在新生儿身上，可能表现为婴儿猝死综合征。男性和女性同样可能受到影响，并且有相似的心源性猝死风险。

## 预后
短QT综合征的罕见性使得准确计算预后变得困难。心源性猝死的风险估计为每年0.8%，导致40岁时心源性猝死的累积风险为41%。既往心脏骤停史预示着进一步危险心律失常的可能性更高。侵入性电生理研究的结果并不能预测患有短 QT 综合征的个体发生心脏骤停的风险。

## 历史
2000年短QT综合征报告首次发表，描述了一个家庭在12导联心电图上出现短QT间期，年轻时发生心房颤动，以及一名因短QT间期而遭受心源性猝死的无关患者。2003年描述了短QT与心源性猝死之间的关联，并且在 2004 年发现了第一个与该病症相关的基因。2011年提出了诊断短QT综合征的标准。最近提出了第一个短QT综合征的动物模型，从而能够更深入地分析心律失常的机制。